# Mailberg
Mailberg là một thị trấn ở huyện Hollabrunn trong bang Niederösterreich, ở nước Áo. Đô thị này có diện tích 15,74 km², dân số năm 2001 là 583 người. Schloss Mailberg là một lâu đài cổ nổi tiếng với rượu vang  Lưu trữ ngày 21 tháng 2 năm 2009 tại Wayback Machine.